# 星乃まおり
星乃 まおり（ほしの まおり、1994年4月20日 - ）は、日本のタレント、グラビアアイドル、女優。群馬県邑楽郡邑楽町出身。ティーディープロモーション所属。血液型はA型。

## 来歴
- 2012年　日本テレビ「グラビア甲子園2012」決勝進出（ファイナリスト）[1]。
- 2012年12月　『サイレンジャーVSジャスティーウィンド』（ZENピクチャーズ）にて女優デビュー[1]。
- 2013年　準日テレジェニック2013受賞（ベストブルマ賞）[1]。
- 2015年2月　ミスFLASH2015受賞[2][4]。同年4月、同賞受賞者のあべみほと共に「G☆Girls」へ加入する[5]。
- 和太鼓アイドル「東京おとめ太鼓」にも加入している。

## 人物
- 幼少時に父の机を見ると乙葉の水着の切り抜きがあったため、父に切り抜かれたいとグラビアアイドルを目指した[6]。2017年現在、まだ父には切り抜かれていない[7]。
- 高校生の時に雑誌『VIPCAR』（芸文社）を愛読しており、これに載りたくて芸能界を目指したとも話している[8]。
- 3歳上の兄がいる[9]。
- 趣味：アイドル研究、テニス、スノーボード、ドライブ。高校時代は愛車Y33シーマ（シャコタン仕様）を運転[1]。2017年現在欲しい車はマジェスタ。
- 特技：スペシャルスマイル、縄跳び、フラフープ[1]、空手（黒帯）[2][10][11]。

## 出演

### テレビ
- アイドルの穴〜日テレジェニックを探せ!〜（日本テレビ、2013年）
- 真夜中のおバカ騒ぎ!（TOKYO MX / 千葉テレビ、2014年）

### WEB
- アイドルリーグ（NOTTV、2013年）
- アイドルスピリット!（WALLOP、2013年2月 - ） - レギュラー

### 映画
- すんドめNew (2017年4月22日公開、日本出版販売）ｰ クラスメイト 役[12]
- すんドめNew2（2017年4月24日公開、日本出版販売）ｰ クラスメイト 役[13]
- アイドルスナイパー THE MOVIE（2020年10月3日、K-Network Family） - 仲村京子 役[14]
- TURNING POINT3（2023年10月14日、エンタメイティブ、監督：ハシテツヤ）- 村上翔子 役[15]

### CF
- バイク専門店BANBAN

### Vシネマ
- 武捜戦隊サイレンジャーVS忍者特捜ジャスティーウィンド（2012年12月28日、ZENピクチャーズ）- 陽高美穂/レッドウインド 役
- 特装女捜査官 キャット＆バニー 2（2013年8月9日、ZENピクチャーズ） - 音来まりあ/キャット 役
- ハイパーセクシーヒロインNEXT スタープリンセス・ソフィア（2013年9月13日、ZENピクチャーズ） - 舞川純 役
- まいっちんぐマチコ先生 肝試しでまいっちんぐ（2013年12月13日、ZENピクチャーズ）
- 妖艶な悪女マジョーラ（2016年9月9日、ZENピクチャーズ） - スワンガール 役
- ヒロインピンチオムニバス17 聖装戦士セラリオン（2016年12月23日、ZENピクチャーズ） - ダークリオン 役
- 巨大ヒロイン（R） フレアレディ 破壊されたフレアタイマー（2021年5月14日、ZENピクチャーズ） - 城野真矢/ダークフレア 役
- 魔法仮面戦士ウィンディア Hell of Tickle and Pain（2022年1月14日、ZENピクチャーズ） - 紅林澪/魔物ルーザ 役

### 雑誌
- ホットウォータースポーツマガジン（エッジ） - 表紙
- EX MAX SP（ぶんか社）

### イベント
- TOKYO GRAVURE IDOL FESTIVAL 2017（2017年8月4日 – 6日、TOKYO IDOL FESTIVAL 2017　GRAND MARKET）[16]
- やぐフェス〜アイドルを原宿で見るか、アベマでみるか〜（2017年12月3日、原宿アストロホール）

## 作品

### DVD
- 「聖*少女 妄想スケッチVol.3」（2013年、晋遊舎（MAX））
- 「ミスFLASH2015 星乃まおり」（2015年、イーネット・フロンティア）
- 「集団社内恋愛3」（2016年7月21日、ギルド） - 伊藤しほ乃らとの共作
- 「従順願望/星乃まおり」（2016年11月18日、メディアブランド）[17]
- 「星乃まおりと行くぶらり湯けむり温泉旅」（2017年、オルスタックソフト販売）

### CD
- CD G☆Girls「ダイヤモンドラブ （c/w FURACHI）」（2017年3月3日発売、tokyo torico）
- CD G☆Girls「熱っ波っ波 （c/w TOKYOシンデレラ）」（2017年8月23日発売、tokyo torico）
- CD G☆Girls「Raise a Flag（c/w 春の風が吹く街に）」（2018年3月14日発売、tokyo torico）